# اورنیتین ترانس کاربامیلاز
اورنیتین ترانس کاربامیلاز (Ornithine transcarbamylase) که اورنیتین کارباموئیل ترانسفراز و به اختصار OCT هم خوانده می‌شود نوعی آنزیم است که واکنش بین کارباموئیل فسفات و اورنیتین را کاتالیز می‌کند که حاصل آن تولید سیترولین و فسفات است. در گیاهان و میکروب‌ها، این آنزیم در بیوسنتز آرژینین دخیل است، حال آن که در جانوران، این آنزیم در میتوکندری قرار گرفته و بخشی از چرخه اوره است.

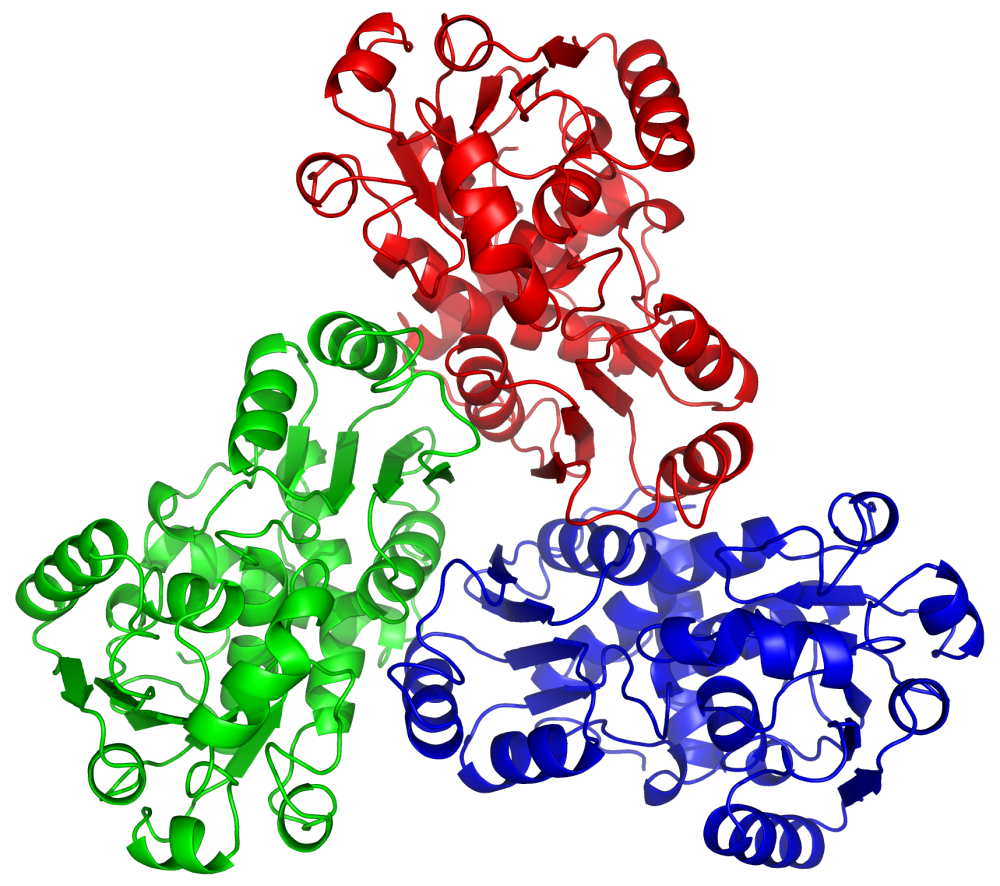

## ژنومیک
ژن این آنزیم بر روی بازوی کوتاه کروموزوم X قرار دارد (Xp21.1).
این پروتئین که دارای ۳۵۴ اسید آمینه است در ماتریکس میتوکندری قرار دارد.

## عملکرد

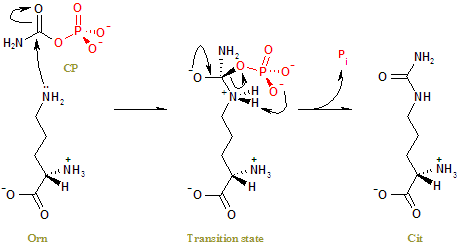
The reaction mechanism of OTC. The side-chain amino group of Orn attacks the carbonyl carbon of CP nucleophilically, left, to form a tetrahedral transition state, middle. Charge rearrangement releases Cit and P_{i}, right

## کمبود
در صورت کمبود این آنزیم، سطح آمونیاک در خون افزایش یافته و این امر به اختلالات عصبی منجر می‌شود. در این موارد سطح اسید آمینه‌های گلوتامات و آلانین افزایش می‌یابد.